# Eudynamys orientalis
Il koel del Pacifico (Eudynamys orientalis (Linnaeus, 1766)) è un uccello della famiglia Cuculidae.

## Tassonomia
Sono note le seguenti sottospecie:
- Eudynamys orientalis orientalis (Linnaeus, 1766)
- Eudynamys orientalis picatus Müller, S, 1843
- Eudynamys orientalis rufiventer (Lesson, R, 1830)
- Eudynamys orientalis hybrida Diamond, 2002
- Eudynamys orientalis salvadorii Hartert, 1900
- Eudynamys orientalis alberti Rothschild & Hartert, 1907
- Eudynamys orientalis cyanocephalus (Latham, 1801)
- Eudynamys orientalis subcyanocephalus Mathews, 1912

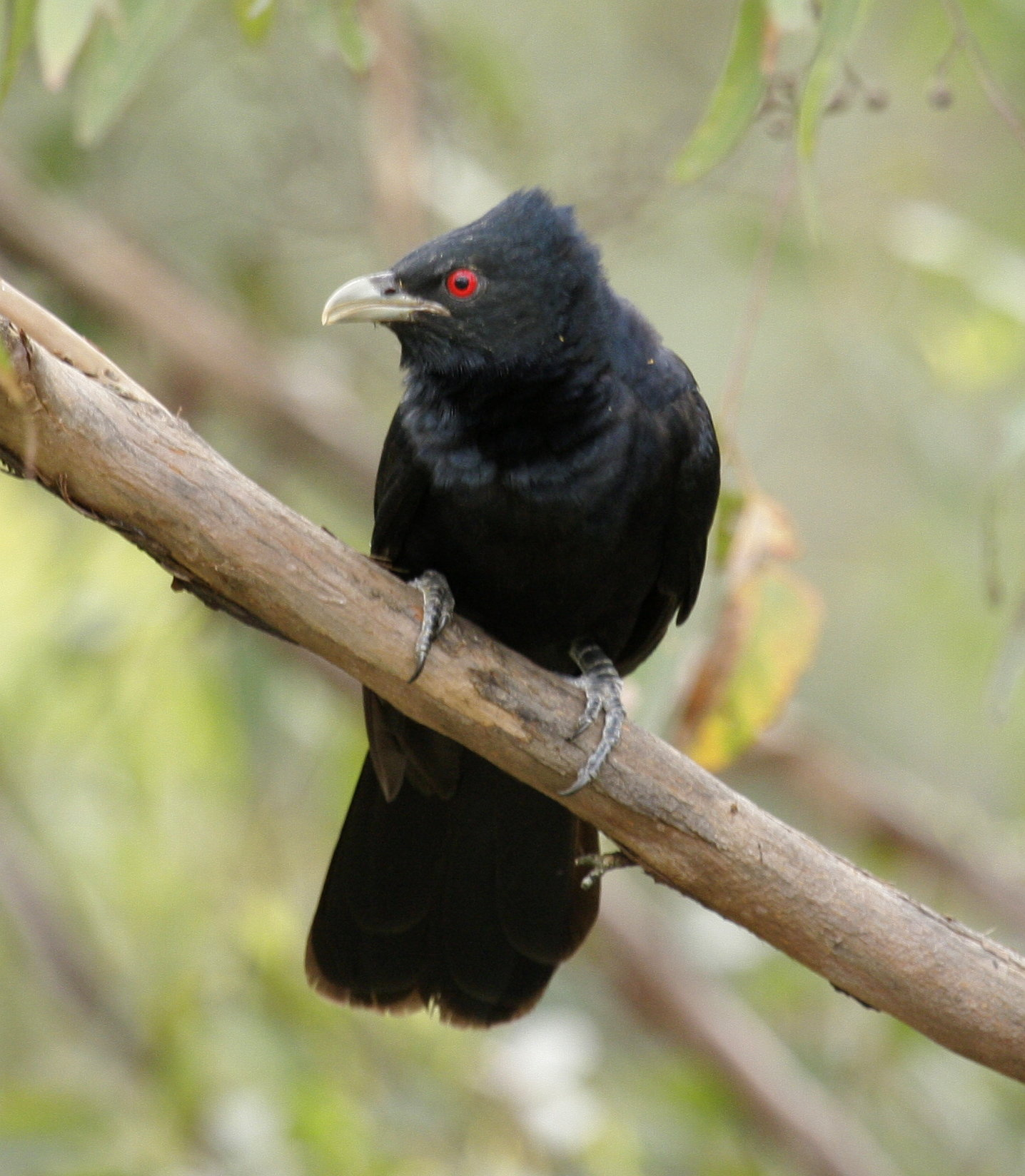
Maschio di E. orientalis